# Robert Cochran
Robert (Bob) Cochran is de mede-bedenker van de televisieserie 24, een serie die sinds 2001 door Fox wordt uitgezonden. Daarvoor bedacht en produceerde hij samen met Joel Sunrow de serie Nikita. Later bedacht hij ook het programma Company Man met David Erhman en The Call met David Hemingson. Hij schreef met Surnow het scenario van de televisiefilm 24: Redemption.